# Whitewater (Guyana)
Whitewater (denominada Ho Ko, en idioma warao) es una pequeña localidad guyanesa, ubicada en la región de Barima-Waini. La localidad se encuentra habitada mayoritariamente por indígenas de la etnia warao.

## Visión general
Whitewater fue fundado en 1966 por cuatro familias. Se ha desarrollado rápidamente y en el censo de 2012 se registró una población de 1.220 personas. El pueblo tiene siete satélites, incluido Blackwater.
La economía de Whitewater se basa en la agricultura, la pesca y la artesanía. Los principales cultivos son el cacahuete, el jengibre y la mandioca. El pueblo tiene una escuela primaria, pero la educación secundaria y la sanidad sólo se ofrecen en la vecina Mabaruma. El pueblo posee un autobús escolar. El agua se obtiene de pozos. No hay electricidad, salvo por generadores diésel y paneles solares de propiedad privada. En mayo de 2021, se anunció que el pueblo recibirá electricidad. Se ha establecido un gobierno tradicional en el pueblo. El toshao (jefe del pueblo) a partir de 2021 es Ernst Samuel. La crisis en Venezuela ha provocado que bandas criminales de Venezuela se trasladen a la zona de Whitewater. En febrero de 2018, se estableció un puesto militar de las Fuerzas de Defensa de Guyana en Whitewater para proteger la frontera.